# مطر حمضي

العمليات المتضمنة في ترسيب الحمض (فقط SO_{2} و NO_{x} تلعب دوراً مهماً في إنتاج المطر الحمضي).

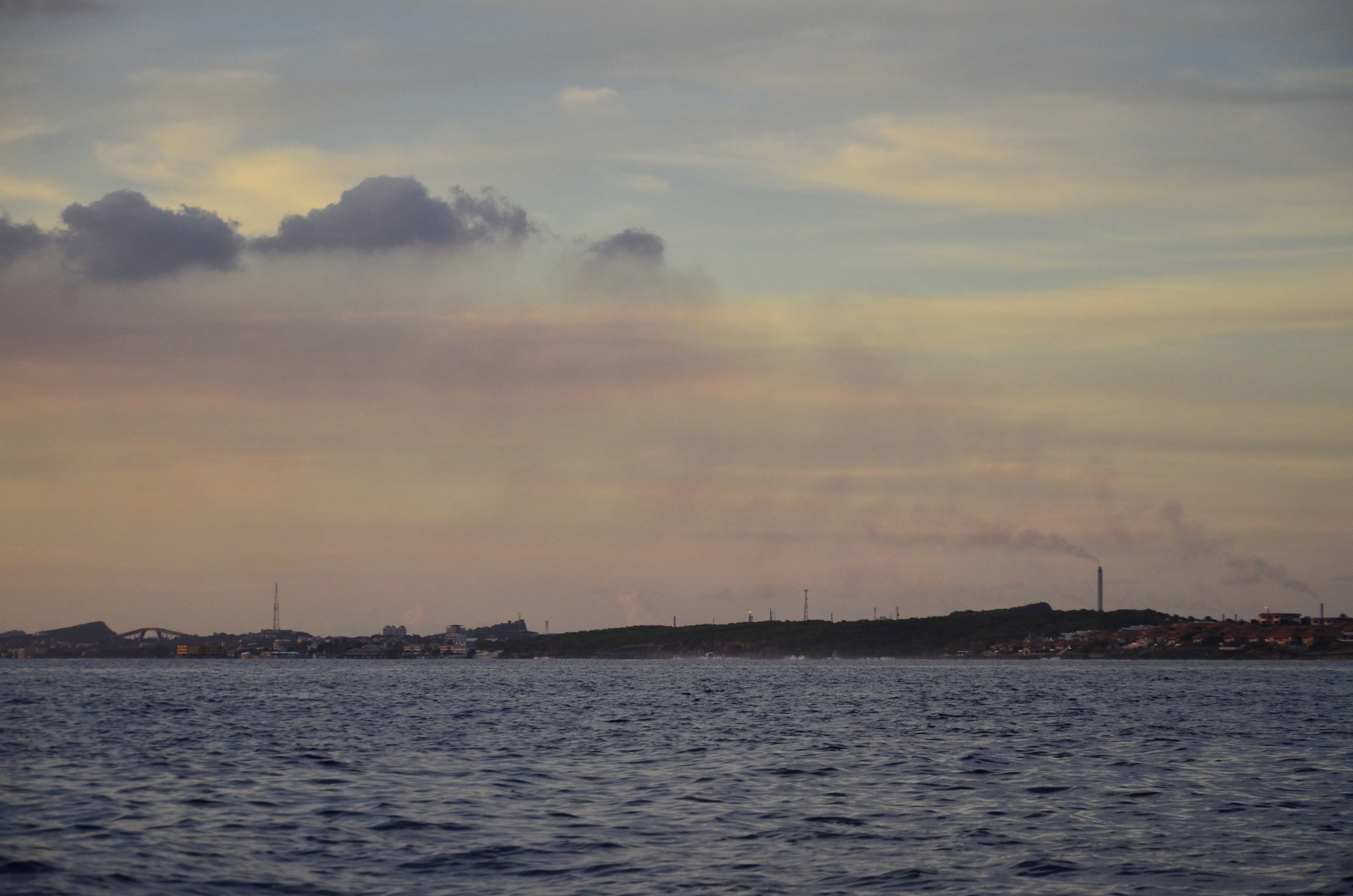
يمكن أن تنشأ السحب الحمضية من انبعاثات SO_{2} من معامل التكرير، كما هو واضح هنا في كراسوا.

المطر الحمضي هو مطر أو أي شكل آخر من أشكال الترسيب يكون حمضيًا بشكل غير عادي، مما يعني أنه يحتوي على مستويات مرتفعة من أيونات الهيدروجين (درجة حموضة منخفضة). يمكن أن يكون لها آثار ضارة على النباتات والحيوانات المائية والبنية التحتية. ينتج المطر الحمضي عن انبعاثات ثاني أكسيد الكبريت وأكسيد النيتروجين، والتي تتفاعل مع جزيئات الماء في الغلاف الجوي لإنتاج الأحماض. بذلت بعض الحكومات جهودًا منذ السبعينيات للحد من إطلاق ثاني أكسيد الكبريت وأكسيد النيتروجين في الغلاف الجوي مع نتائج إيجابية. يمكن أيضًا إنتاج أكاسيد النيتروجين بشكل طبيعي عن طريق الصواعق، وينتج ثاني أكسيد الكبريت عن طريق الثورات البركانية. ثبت أن للأمطار الحمضية آثارًا سلبية على الغابات والمياه العذبة والتربة، مما يؤدي إلى قتل الحشرات وأشكال الحياة المائية، مما يتسبب في تقشير الطلاء، وتآكل الهياكل الفولاذية مثل الجسور، وتجوية المباني الحجرية والتماثيل بالإضافة إلى التأثيرات على صحة الإنسان.

### على الغابات والنباتات

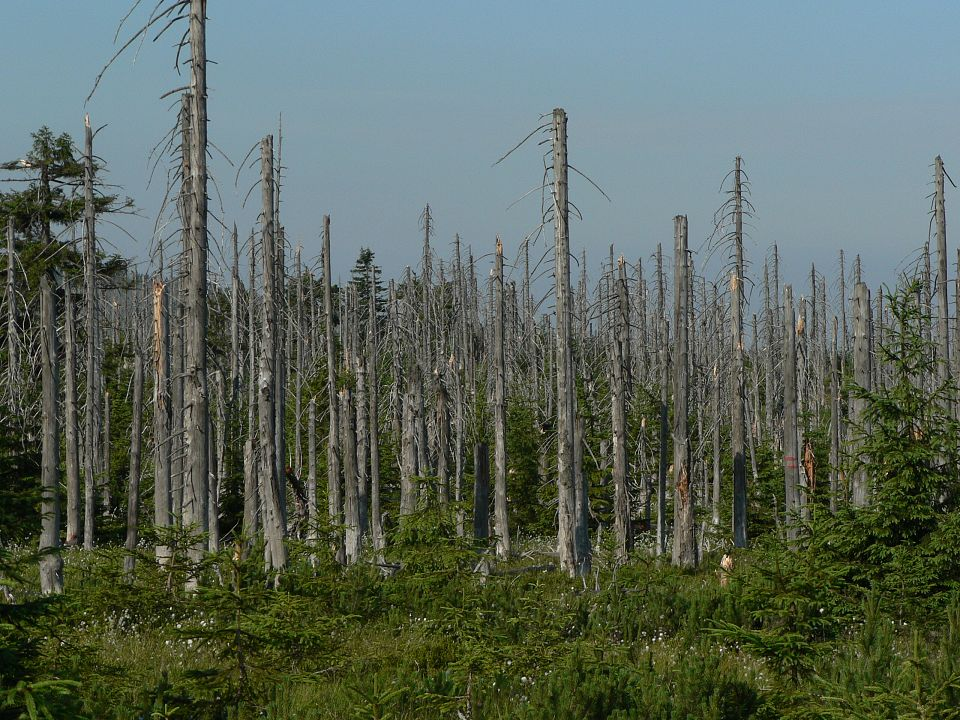
الأثر الناجم عن مطر حمضي هطل على غابة في جمهورية التشيك

### على الإنسان

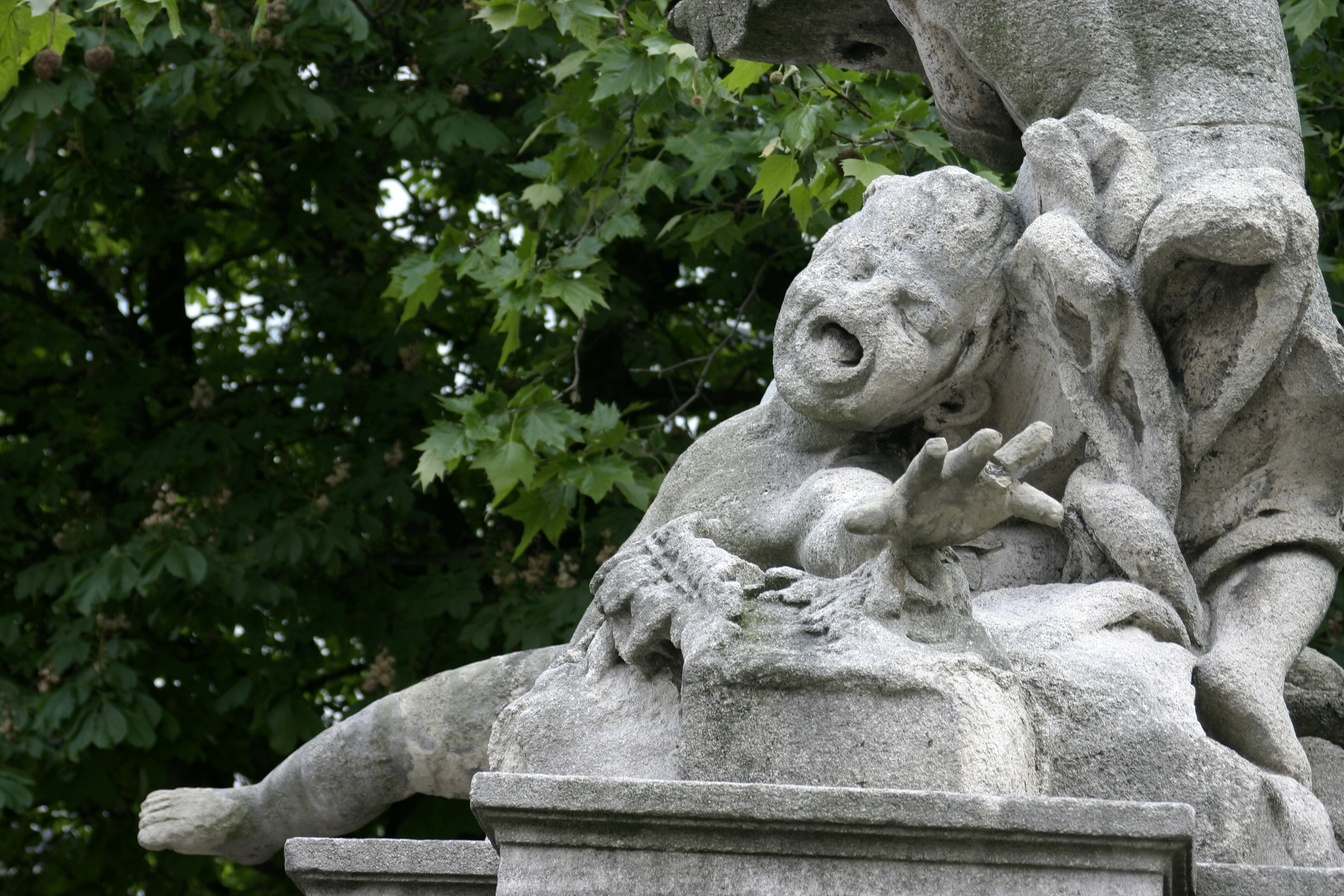
أثر مطر حمضي على تمثال

## طرق الوقاية

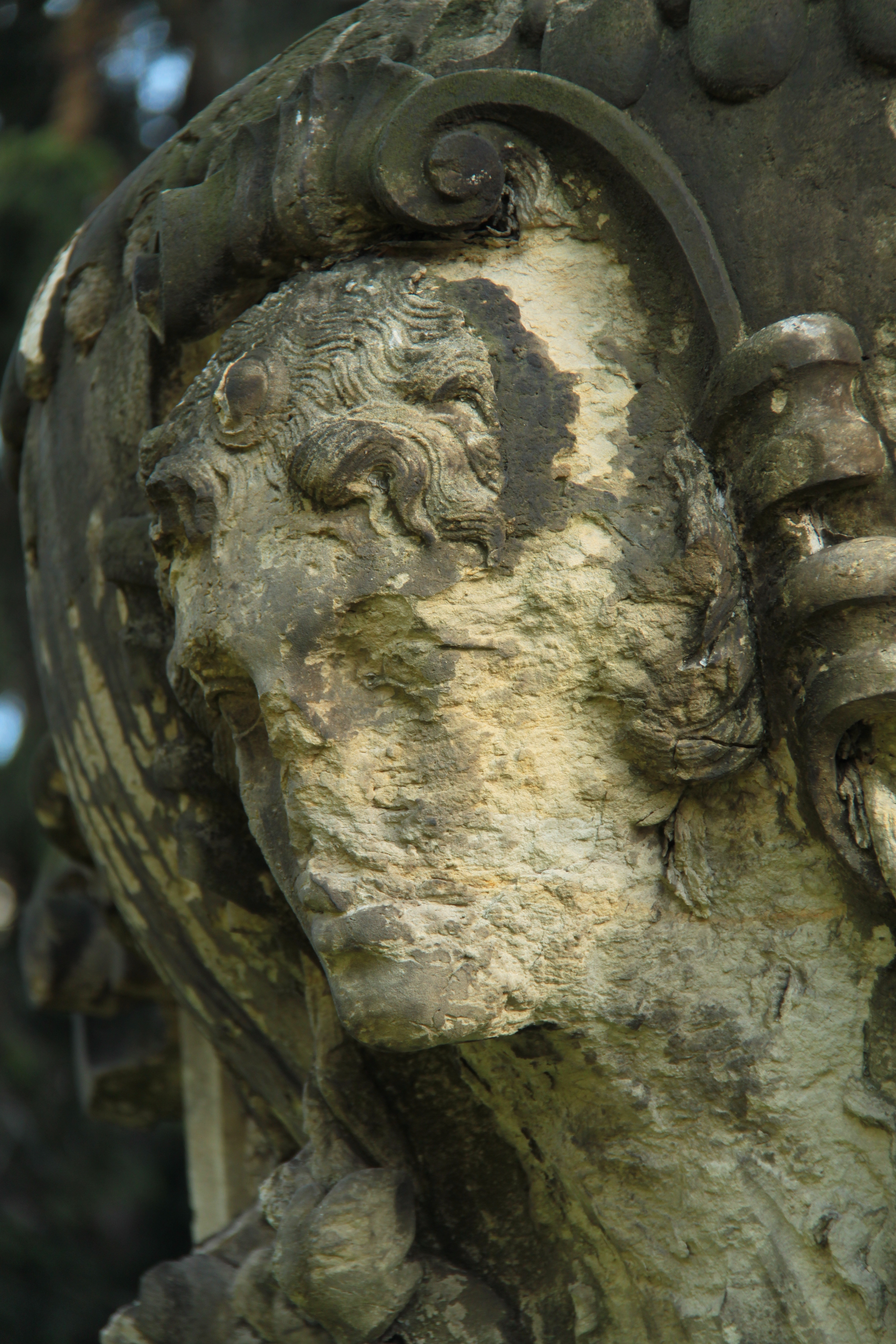
الأمطار الحمضية والعوامل الجوية